# Neerijnen
Neerijnen (anhörenⓘ) ist ein Ort und eine ehemalige Gemeinde der niederländischen Provinz Gelderland. Sie hatte eine Gesamtfläche von 72,9 km² und zählte am 30. September 2018 nach Angaben des CBS 12.422 Einwohner.

## Orte
Die Gemeinde bestand aus zehn kleinen Dörfern (zwischen Klammern die etwaige Einwohnerzahl aus dem Jahr 2017):
- Ophemert (1.690)
- Varik (995)
- Heesselt (430)
- Est (575)
- Opijnen (1.170)
- Neerijnen (480; im Schloss dieses Dorfes befand sich die Gemeindeverwaltung)
- Waardenburg (2.335)
- Tuil (945)
- Haaften (2.665)
- Hellouw (1.010)

## Lage und Wirtschaft
Neerijnen liegt am Nordufer des Flusses Waal, 20 km unter Utrecht. Im Geldermalsen ist der nächste Bahnhof. Die Gemeinde wird von der Autobahn A2 (Utrecht – Maastricht) durchquert; in Waardenburg gibt es eine Ausfahrt. Die Nordgrenze der Gemeinde ist die Autobahn A15 Rotterdam -Arnhem; am Autobahnknotenpunkt Deil kreuzen sich diese Fernstraßen.
Mehrere Dörfer sind recht malerisch am Waaldeich oder um ein altes Schloss gelegen.
Haupterwerbsquellen dieser für die Landschaft Betuwe typischen Gemeinde sind die Landwirtschaft, der Gartenbau in Gewächshäusern und der Obstbau (Äpfel, Birnen, Kirschen). Dazu gibt es etwas Kleingewerbe. Der Tourismus hat Neerijnen bisher kaum entdeckt.

## Geschichte
Das Gebiet mit seinen fruchtbaren Böden wurde bereits im Mittelalter bewohnt. Ophemert mit seinem Schloss besteht seit dem 12. Jahrhundert; Varik seit dem 15. Jahrhundert; Heesselt wurde 850 erstmals in einer Akte bezeugt, Tuil 963.
Ein gewisser Ritter Rudolf de Cock war um 1265, als er vom Grafen Otto II. von Geldern das Schloss Waardenburg erwarb, der mächtigste Herr des Gebietes. In Haaften stand von 1325 bis 1672, als es die Franzosen zerstörten, das mächtige Schloss Goudenstein.
Die Dörfer wurden oft von katastrophalen Überschwemmungen (u. a. 1697, 1709, und 1711) getroffen. Haaften erlitt dazu zweimal einen Großbrand (1649 und 1866).

## Sehenswürdigkeiten
- Im April lohnt sich eine Radtour durch die Gemeinde, wenn die Obstbäume in voller Blüte stehen.
- Zwischen den Schlössern von Neerijnen und Waardenburg liegt ein kleiner Wald, wo man einen schönen Spaziergang machen kann.
- Auch eine kurze Auto- oder Motorradtour über den Waaldeich bietet schöne Fernblicke.
- Das bis 2009 ziemlich baufällige Schloss Waardenburg ist restauriert worden. Der mittlere Teil ist als Museum eingerichtet. Die Seitenflügel dienen als Büro- bzw. Wohnraum.
- In Haaften steht eine schöne Windmühle und eine malerische Schlossruine.
- In Ophemert steht ebenfalls ein Schloss, das bereits im 12. Jahrhundert in Akten beschrieben wurde; es kann jedoch nicht besichtigt werden, weil es heute als Luxushotel dient.
- Ornithologen lieben es, die beiden Entenkäfige der Gemeinde und das Polderland in der Umgebung zu besuchen (nur für Wissenschaftler zugänglich; beim Autobahnkreuz Deil)
- Kulturelle Veranstaltungen werden im Stroomhuis in Neerijnen abgehalten, ein 1950 erbautes, ehemaliges Dienstgebäude der Elektrizitätswerke.

## Politik

### Fusion
Neerijnen wurde zum 1. Januar 2019 mit Geldermalsen und Lingewaal zur neuen Gemeinde West Betuwe zusammengeschlossen.

### Sitzverteilung im Gemeinderat
Der Gemeinderat wurde von 2002 bis zur Gemeindeauflösung folgendermaßen gebildet:
| Partei                     | Sitze | Sitze | Sitze | Sitze |
| Partei                     | 2002  | 2006  | 2010  | 2014  |
| -------------------------- | ----- | ----- | ----- | ----- |
| SGP                        | 2     | 3     | 3     | 3     |
| Voor Neerijnen             | —     | —     | —     | 3     |
| Gemeentebelangen Neerijnen | —     | 2     | 3     | 3     |
| VVD                        | 4     | 3     | 3     | 2     |
| CDA                        | 4     | 3     | 3     | 2     |
| PvdA                       | 5     | 4     | 2     | 2     |
| Lijst Beukers              | —     | —     | 1     | 0     |
| Artikel 50                 | —     | —     | —     | 0     |
| Gesamt                     | 15    | 15    | 15    | 15    |

Aufgrund der Fusion zum 1. Januar 2019 fanden die Wahlen für den Rat der neuen Gemeinde West Betuwe am 21. November 2018 statt.

### Bürgermeister
Vom 1. Januar 2016 bis zum Zeitpunkt der Gemeindeauflösung war Harry de Vries (CDA) kommissarischer Bürgermeister der Gemeinde. Zu seinem Kollegium zählten die Beigeordneten Rian Verwoert (VVD), Teus Kool (SGP), Jaap Andriesse (PvdA) sowie die Gemeindesekretärin Jeanine Vonk-van Meteren.

## Sonstiges
Am 30. Juli 1943 stürzte eine Flying Fortress der United States Army Air Forces bei Opijnen ab, wobei acht der Insassen starben. Die Dorfbewohner bestatteten sie auf dem Dorffriedhof und ehren sie bis heute, weil sie für die Befreiung der von der Wehrmacht besetzten Länder kämpften und dabei fielen.
Alle anderen in den Niederlanden gefallenen US-Soldaten sind auf dem Netherlands American Cemetery bestattet.